# Rollerball
Rollerball (Brasil: Rollerball - Os Gladiadores do Futuro / Portugal: Os Gladiadores do Século XXI) é um filme americano de 1975 do gênero ficção científica dirigida por Norman Jewison. O roteiro é de William Harrison, que adaptou uma história de sua autoria chamada "Roller Ball Murder", primeiramente publicada em 1973 na revista Esquire. Foi distribuido pela United Artists. Foi produzido em Londres e Munique.
A trilha sonora é composta de músicas clássicas com o objetivo de se criar uma atmosfera soturna. A Tocata de Bach é ouvida durante a sequência de abertura e novamente durante o climax do filme. Também são executadas a Adagio em sol menor de Albinoni/Giazotto, e o Largo da Sinfonia nº 5 de Dmitri Shostakovich.
Reconhecendo a sua contribuição para muitas seqüências de ação cruciais do filme, Rollerball foi a primeira grande produção de Hollywood para dar créditos na  tela a seus dublês.
Houve um remake do filme em 2002 também chamado Rollerball, dirigido por John McTiernan, diretor da Die Hard, e estrelado por Chris Klein, Jean Reno, e LL Cool J. O remake recebeu respostas universalmente negativas dos críticos; seu índice de aprovação no Rotten Tomatoes é de 3%. Futuresport é um filme similar.

## Sinopse
Em 2018 o mundo se tornou uma distopia, governado por um Estado Corporativo. Uma das entidades governamentais é a Corporação Energia, que detém o monopólio global da energia e cuja sede fica em Houston, Texas. As outras corporações controlam todo o transporte, comunicação, alimentação e as fontes de recursos globais.
Nessa sociedade existe o Rollerball, um esporte assustadoramente violento, onde não é raro haver graves ferimentos e até mortes durante as disputas. Apesar da enorme violência e eventual mortalidade do jogo, o mesmo tem popularidade mundial. A disputa consiste no enfrentamento de duas equipes de patinadores, vestidos com armaduras protetoras e capacetes, além de luvas com pinos pontiagudos de aço para atacar os adversários. Um dos jogadores pilota uma motocicleta para que os outros (geralmente três) a agarrem e consigam maior velocidade. Os patinadores deslizam em uma pista circular circundada por uma grade protetora, em busca de uma esfera metálica lançada através de uma canaleta, em altíssima velocidade, a cada reinício da disputa. A equipe que consegue pegar a esfera deve deixá-la a vista de todos e se torna "ofensiva", isto é, tenta colocar a esfera dentro de um cone magnético e, ao fazê-lo, marcará um ponto. A outra equipe se torna "defensiva" e deve procurar retomar a esfera e impedir que os adversários marquem o ponto. Mesmo a técnica para se pegar a bola é treinada à exaustão pelos jogadores, pois qualquer erro na recepção da mesma, devido à sua velocidade e seu peso, facilmente arrancaria o braço do competidor. Durante todo o tempo os jogadores se degladiam entre si, com muitos feridos graves e eventuais mortos a cada partida. Os pilotos das motocicletas podem atropelar os adversários e a princípio essa atitude é punida como falta e suspensão do jogador por três minutos. Já os patinadores podem derrubar os pilotos da motos.
O filme começa mostrando um jogo pelo campeonato mundial de Rollerball entre as equipes de Houston e Madrid. O principal jogador do esporte é o atleta do Houston, Jonathan E, reconhecido em todo o mundo como um ídolo mundial, sendo o jogador que há mais tempo é atleta do Rollerball em toda a história do jogo, com 10 anos de carreira. Ao mesmo tempo que se entusiasma cada vez mais pelo jogo e consegue grandes vitórias(e inclusive o recorde mundial de jogadores inutilizados pelo mesmo adversário em um só jogo, com 13), Jonathan se sente pressionado pelos empresários, particularmente pelo  principal executivo da Corporação Energia, o Senhor Bartholomew. O jogador percebe que as regras mudam a cada rodada e tornam o esporte cada vez mais difícil e violento. E passa a sentir ódio dos executivos quando eles o obrigam a se separar da esposa Ella.
A crise entre Bartholomew e Jonathan fica evidente quando o executivo, sem razão aparente, exige que o jogador anuncie a aposentadoria antes do jogo semi-final com a equipe de Tóquio, jogo no qual Moonpie, colega e melhor amigo de Jonathan, acabaria sendo brutalmente atingido por um adversário e sofrendo morte cerebral. Jonathan, mesmo assim, se recusa a obedecer e ao mesmo tempo tenta descobrir o que está acontecendo. Ele procura pesquisar em livros e descobre que todos foram reescritos e resumidos pelas corporações. Tenta ir a um centro de computação em Genebra, onde se encontra o maior banco de dados computadorizado do planeta, apenas para descobrir que os arquivos são deficientes e falhos (o idoso responsável pelo centro lhe comunica que acabaram de perder toda a história do século XIII).
Sem saber porque o pressionam, Jonathan continua a resistir e vai disputar o jogo final contra a equipe de Nova Iorque, partida na qual não haverá mais marcações de faltas e nem limites de tempo, além de serem proibidas as substituições, o que fará com que os jogadores se degladiem até a morte. Bartholomew planejara essa ausência de regras precisamente para Jonathan desistir ou ser derrotado na final, pois o propósito do jogo era eliminar da mente das pessoas a ideia do valor do esforço individual. No entanto, no final de uma disputa sanguinária, apenas Jonathan permanece na arena e marca o único ponto do jogo, decretando a vitória de Houston sobre Nova Iorque por 1 x 0. Jonathan então circula triunfantemente pela pista, ao passo que Bartholomew foge apressado do ginásio, vendo que seus piores medos se tornaram reais, com Jonathan derrotando o propósito do jogo em si. A multidão grita "Jon-a-do!", enquanto  Jonathan continua a dar voltas na pista como o grande campeão mundial do Rollerball em todos os tempos, aquele que afinal destruíra os propósitos maléficos do jogo.

## Elenco
- James Caan como Jonathan E.
- John Houseman como Mr. Bartholomew
- Maud Adams como Ella
- John Beck como Moonpie
- Moses Gunn como Cletus
- Pamela Hensley como Mackie
- Barbara Trentham como Daphne
- John Normington como Executivo
- Shane Rimmer como Rusty, Executivo do Team
- Burt Kwouk como Doutor Japonês
- Nancy Bleier como Garota na Biblioteca
- Richard LeParmentier como assessor de Bartholomew
- Robert Ito como Técnico Estratégico para Houston Team
- Ralph Richardson como Bibliotecário

## Prêmios e indicações

### Prêmios
Saturn Awards
- Melhor Filme de Ficção-Científica (1976)
- Melhor Ator: James Caan (1976)
- Melhor Fotografia (1976)

 Bafta
- Melhor direção de arte (1976)

### Indicações
Bafta
- Melhor Fotografia (1976)
- Melhor Edição (1976)
- Melhor Trilha Sonora (1976)

## Adaptações, influências e homenagens
- A IJK Software lançou um jogo para Commodore 64 chamado Rocketball em 1985.
- O video game Speedball de 1988, desenvolvido pela Bitmap Brothers para o Amiga e mais tarde transferido para outros sistemas, possui similaridades com o Rollerball, trazendo referências específicas ao filme.
- No vídeo game Rocky Legends, perto da arena em Times Square existe um cinema que anuncia Rollerball, com o subtítulo (No futuro...).
- No manga cyberpunk Battle Angel Alita, o Motorball é um popular e sangrento esporte baseado no Rollerball.
- O vídeo Rock the House de Gorillaz é baseado numa combinação dos filmes Mr. Freedom e Rollerball
- No Vídeo New Lands, da dupla de música eletrônica Justice,  é praticado uma variação do Rollerball.